# Shangri-La (Schiff)
Die USS Shangri-La (CV-38) (später CVA-38 und CVS-38) war ein Flugzeugträger der Essex-Klasse der United States Navy. Das nach dem sagenumwobenen Shangri-La im Himalaja benannte Schiff diente von 1944 bis 1947 und von 1951 bis 1971 in der US-Marine.

## Technik
Für ausführliche Angaben zur Technik, siehe den Klassen-Artikel unter Essex-Klasse
Die Shangri-La gehörte zur Ticonderoga-Unterklasse, den so genannten „long hull“-Schiffen. Ihr Rumpf war mit 270,8 Metern Länge über alles etwa dreieinhalb Meter länger als der Rumpf eines „short hull“-Schiffs. Die Länge in der Konstruktionswasserlinie betrug 250,1 Meter, die Breite 28,4 Meter. Bei einer Leerverdrängung von 27.100 ts und einer Einsatzverdrängung von 33.000 ts betrug der Tiefgang zwischen 7,0 und 8,7 Metern. Das Flugdeck hatte ursprünglich eine Breite von 45,0 Metern. Beim Umbau von 1951 bis 1955 wurde das Schiff auf 272,6 Meter verlängert, das Flugdeck auf 58,5 Meter verbreitert und mit einer abgewinkelten Landebahn ausgestattet. Um die Stabilität zu erhöhen, wurde der Rumpf an der Wasserlinie auf 30,8 Meter verbreitert. Die Verdrängung stieg auf 32.800 ts leer bzw. 44.700 ts beladen, der Tiefgang auf 9,4 Meter. Die Panzerung war an der Wasserlinie 102 mm dick, diese wurde beim Umbau entfernt, auf dem Flugdeck betrug die Dicke der Panzerplatten 38 mm und auf dem Hangardeck 76 mm.

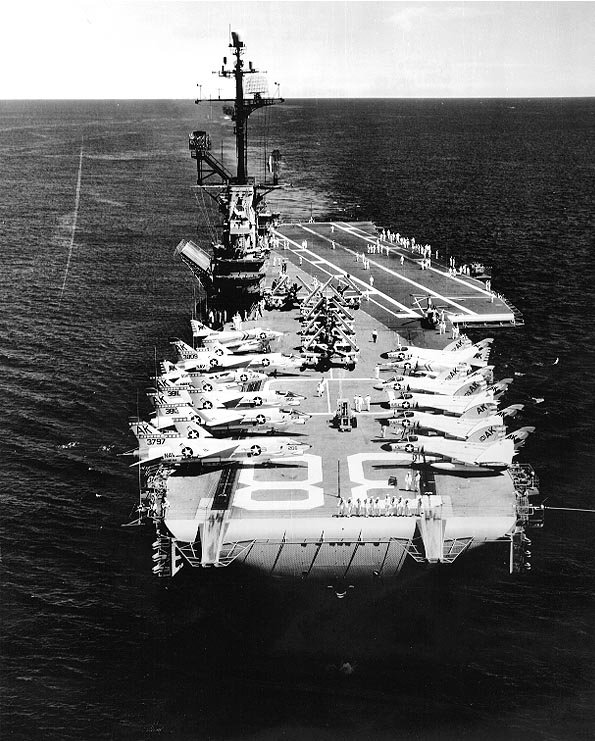
Shangri-La nach dem Umbau, an Deck Vought F-8, Douglas F4D und Douglas A-1

Der Dampf für die vier Getriebeturbinen, die die vier Propeller antrieben, wurde in acht Kesseln mit 454 °C Dampftemperatur und 39 bar Druck erzeugt. Die Gesamtleistung des Antriebs betrug 150.000 PS, die Höchstgeschwindigkeit der Shangri-La lag bei 33 Knoten, die Reichweite mit den 6331 Tonnen Treibstoff an Bord lag zwischen 4100 Seemeilen bei Höchstgeschwindigkeit und 16.900 Seemeilen bei 15 Knoten.
An Bord des Trägers konnten zwischen 80 und 100 Flugzeuge mitgeführt werden. Im November 1944 bestand der Carrier Air Wing aus  Grumman F6F- und Chance Vought F4U-Jagdflugzeugen und Curtiss SB2C-Sturzkampfbombern. 1947 war der Carrier Air Wing 5 an Bord stationiert, die Luftgruppe bestand aus Grumman F8F-Jägern und SB2C-Sturzkampfbombern. Nach der Wiederindienststellung 1955 wurden die ersten strahlgetriebenen Flugzeuge an Bord eingesetzt, so die Grumman F9F, die Grumman F11F und die McDonnell F3H. Aber auch weiterhin wurden propellergetriebene Flugzeuge eingesetzt, so die Douglas A-1. Ende der fünfziger Jahre kam die Douglas A-4 und die Douglas F4D an Bord, als Jäger wurde ab Anfang der sechziger Jahre die Vought F-8 verwendet, diese wurde ab 1969 durch Vought A-7-Jagdbomber ergänzt.
Der Träger war bei Indienststellung mit zwölf 127-mm-Geschützen ausgerüstet, acht davon befanden sich in vier Mark-32-Zwillingstürmen an der Insel, die übrigen in Einzellafetten unterhalb des Flugdecks auf der Backbordseite. Zusätzlich waren 67 40-mm-Bofors-Geschütze in Vierlingslafetten sowie 57 leichte 20-mm-Oerlikon-Maschinenkanonen untergebracht. Nach dem Zweiten Weltkrieg wurde die Rohrbewaffnung stark reduziert, 1957 verfügte die Shangri-La noch über acht 127-mm-Einzelgeschütze und sechs 76-mm-Vierlingsgeschütze, die die 40-mm-Geschütze nach dem Krieg ersetzt hatten. Die 76-mm-Geschütze wurden im folgenden Jahr entfernt, die Zahl der 127-mm-Geschütze wurde bis 1969 auf vier reduziert.

## Name
Die Shangri-La erhielt ihren ungewöhnlichen Namen zu Ehren der Hornet, die 1941 als drittes Schiff der Yorktown-Klasse in Dienst gestellt wurde und 1942 bei den Santa-Cruz-Inseln sank. Nach dem Doolittle Raid im April 1942, dessen Flugzeuge von Bord der Hornet gestartet waren, wurde Präsident Roosevelt von Pressevertretern gefragt, von wo denn die Flugzeuge, die Tokio angegriffen hatten, gekommen waren. Da der Einsatz jedoch noch der Geheimhaltung unterlag, antwortete er nur „from Shangri-La“. Nach ihrem Schwesterschiff Hornet aus dem Jahr 1943 war die Shangri-La damit der zweite Flugzeugträger, der zu Ehren der auch „Blue Ghost“ genannten alten Hornet benannt wurde.

## Geschichte

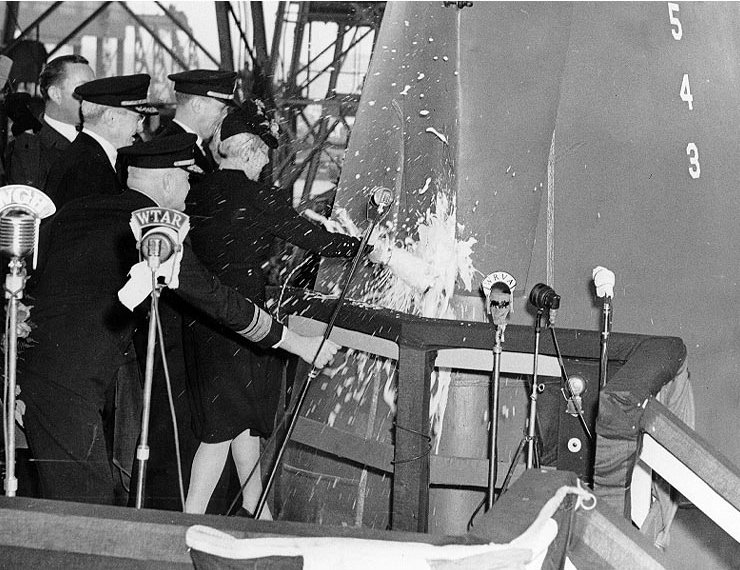
Schiffstaufe der Shangri-La durch Josephine Doolittle

### Bau und Indienststellung
Die Shangri-La wurde am 15. Januar 1943 im Norfolk Navy Yard in Portsmouth, Virginia auf Kiel gelegt. Sie wurde am 24. Februar 1944 durch Josephine Doolittle, die Ehefrau von James Doolittle, dem Kommandanten des Doolittle-Raids, getauft und lief vom Stapel. Nach weiteren Ausrüstungsarbeiten an der Pier wurde der Träger am 15. September 1944 unter dem Kommando von Captain James D. Barner in Dienst gestellt.
Die Baukosten der Shangri-La, deren genaue Höhe die US-Regierung nicht veröffentlicht hat, nach Schätzungen aber zwischen 68 und 76 Millionen US-Dollar betrugen, wurden vollständig durch Kriegsanleihen und Sondermarken aufgebracht.
Die ersten Erprobungsfahrten führten den Träger von September bis kurz vor Weihnachten 1944 in die Karibik. Am 17. Januar 1945 lief er zusammen mit dem schweren Kreuzer Guam und dem Zerstörer Harry E. Hubbard aus dem Marinestützpunkt in Norfolk in Richtung Panamakanal aus. Die Durchquerung des Kanals erfolgte eine Woche später, anschließend setzten die Schiffe ihre Fahrt nach San Diego fort, wo sie am 4. Februar eintrafen.

### 1945–1947
Die Shangri-La nahm in San Diego Passagiere, Fracht und zusätzliche Flugzeuge an Bord, um diese nach Hawaii zu bringen, wohin sie am 7. Februar aufbrach. Nach der Ankunft in Pearl Harbor am 15. Februar operierte der Träger die nächsten zwei Monate vor der hawaiischen Küste als Trainingsschiff für Marineflieger. Am 10. April lief die Shang, wie das Schiff von der Besatzung genannt wurde, in Richtung Ulithi-Atoll aus, wo sie zehn Tage später eintraf. Bereits einen Tag nach der Ankunft lief sie erneut aus, diesmal, um sich der Fast Carrier Task Force unter dem Kommando von Admiral Marc Mitscher anzuschließen. Am 24. April wurde der Träger der Task Group 58.4 zugeteilt, am folgenden Tag starteten die Trägerflugzeuge zu ersten Luftangriffen. Ziel waren die Daitō-Inseln, eine Inselgruppe mehrere hundert Seemeilen südöstlich von Okinawa. Nach den Angriffen auf die Inselgruppe lief der Verband nach Okinawa, wo die Trägerflugzeuge Luftunterstützung für die US-Truppen während der Schlacht um Okinawa lieferten.

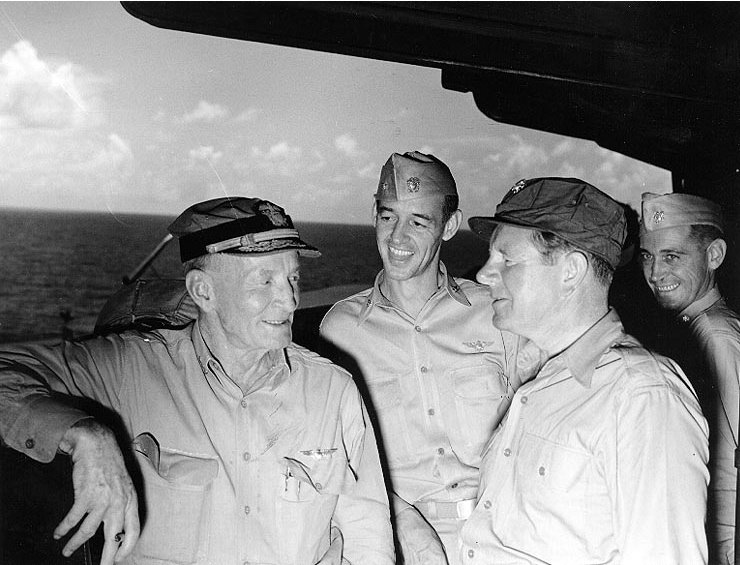
John S. McCain (links) mit dem späteren Secretary of the Navy John L. Sullivan an Bord der Shangri-La

Am 14. Mai kehrte die Shangri-La zum Ulithi-Atoll zurück, wo sie unter Vizeadmiral John S. McCain zum Flaggschiff der Second Carrier Task Force wurde. Am 26. Mai 1945 verließ die Kampfgruppe das Atoll, zwei Tage später übernahm Admiral Mitscher erneut an Bord der Shangri-La das Kommando über die Task Force. Am 2. und 3. Juni starteten die Flugzeuge der Träger zu Luftangriffen auf das japanische Mutterland, Ziel war die südlichste der Inseln, Kyūshū. Aufgrund der starken japanischen Gegenwehr gab es unter den Flugzeugen der Shangri-La hohe Verluste. In den folgenden zwei Tagen musste der Träger einem Taifun nach Nordwesten ausweichen, am 6. Juni flogen die Maschinen der Shang erneut Luftunterstützung für die US-Truppen auf Okinawa. Am 8. Juni griffen die Flugzeuge wieder Kyūshū, am folgenden Tag noch einmal Okinawa, an. Am 10. Juni brach der Träger in Richtung Leyte auf, wo er drei Tage später eintraf.
Erst am 1. Juli lief die Shangri-La wieder aus, nachdem sich ihre Besatzungen auf Leyte erholen durften und das Schiff gewartet worden war. Am 10. Juli begannen die Trägerflugzeuge der Shang erneut mit Luftangriffen auf das japanische Mutterland. Nach Angriffen auf Tokio am ersten Tag folgten am 14. Juli Luftangriffe auf Honshū und am 15. auf Hokkaidō. Am 18. Juli bombardierten die Trägerflugzeuge der Shangri-La das Schlachtschiff Nagato, das in Yokosuka vor Anker lag. Vom 20. bis zum 22. Juli bunkerte der Träger beim Nachschubverband Treibstoff und Munition, am 24. und 25. Juli griffen die Flugzeuge die Seewege rund um Kure an. In den folgenden zwei Tagen wurde erneut Nachschub gebunkert, am 28. Juli beschädigten die Trägerflugzeuge den Kreuzer Ōyodo und das Schlachtschiff Haruna, letzteres so schwer, dass es später aufgegeben werden musste. Am 30. Juli war erneut Tokio das Ziel der Luftangriffe, in den folgenden zwei Tagen wurde erneut Nachschub gebunkert. Bis zum 6. August musste die Shangri-La einem Taifun ausweichen, am 9. August begannen die Trägerstaffeln wieder mit den Luftangriffen auf Japan, diesmal waren die Inseln Honshu und Hokkaido das Ziel. Am folgenden Tag wurde die Region um Tokio Ziel der Angriffe, weitere Angriffe dort folgten, nachdem die Shang am 11. und 12. August einem weiteren tropischen Sturm ausgewichen war. Die Luftangriffe dauerten bis zum Morgen des 15. August an, als die Flotte die Nachricht von der japanischen Kapitulation erreichte.

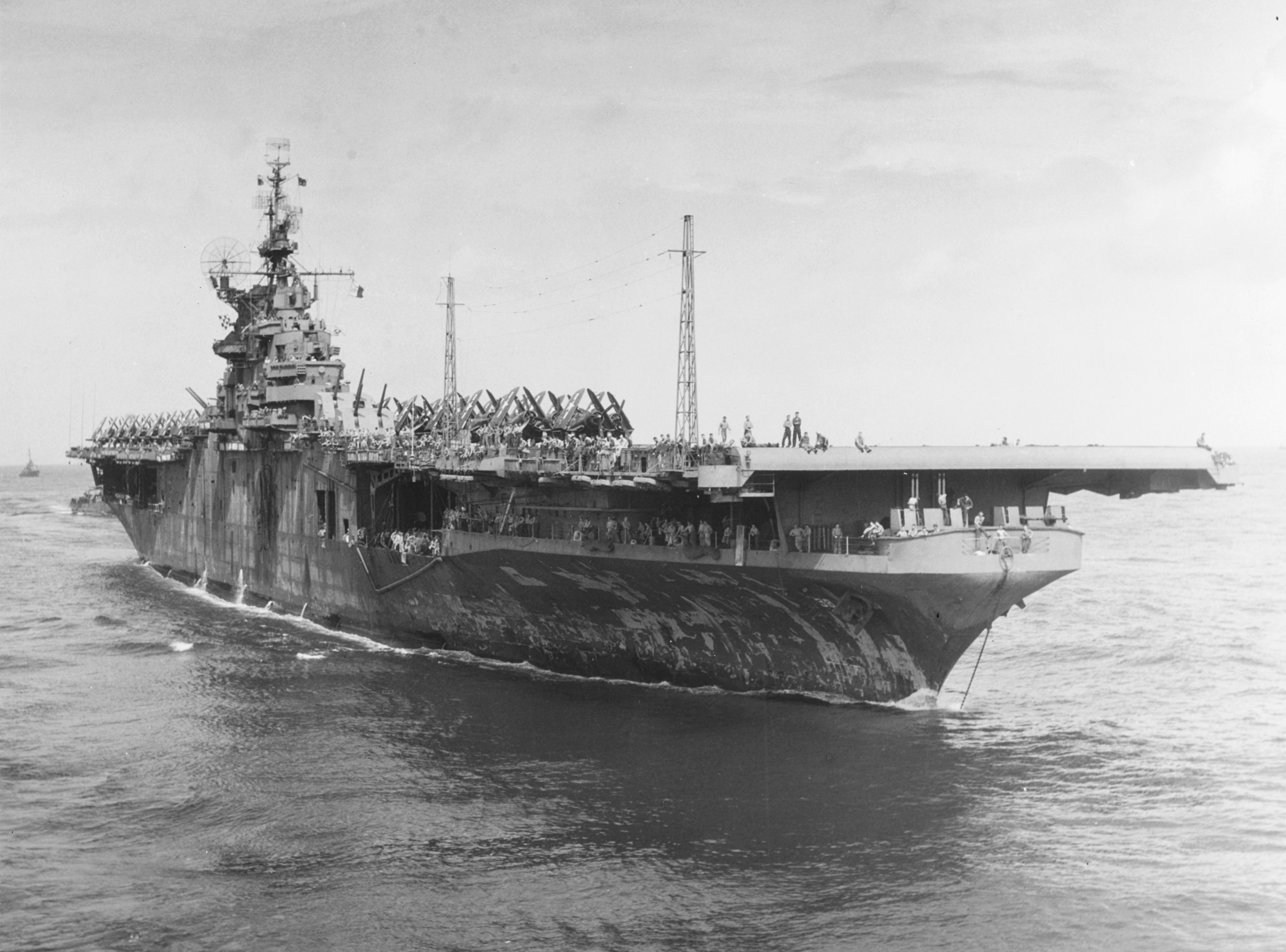
Shangri-La kommt zum Replenishment At Sea längsseits der Attu

In der folgenden Woche patrouillierte der Trägerverband vor der japanischen Küste, am 23. August begannen die Flugzeuge, Hilfsgüter über Gefangenenlagern mit alliierten Kriegsgefangenen abzuwerfen. Diese Aktion dauerte bis zum 16. September an, sodann lief die Shangri-La in die Bucht von Tokio ein, wo sie bis zum 1. Oktober vor Anker lag. Anfang Oktober verließ der Träger Japan und fuhr über Okinawa nach Long Beach, wo er am 21. Oktober eintraf. Anfang November wurde er nach San Diego verlegt, Ende November lief die Shangri-La nach Bremerton aus, wo sie vom 9. bis zum 30. Dezember zur Überholung ins Dock ging. Anfang Januar 1946 kehrte sie nach San Diego zurück und operierte als Schulungsträger vor der kalifornischen Küste. Im Mai lief die Shang in den Westpazifik zum Bikini-Atoll aus, sie gehörte zur Joint Task Force One, die die ersten Nuklearwaffentests nach dem Krieg während der Operation Crossroads durchführte. Die Shangri-La war während des Nukleartests das Mutterschiff für die Drohnen, die Luftproben nahmen und die Explosionen fotografierten. Nach der Rückkehr an die US-Westküste folgte eine kurze Ausbildungsfahrt nach Hawaii, den Winter verbrachte der Träger erneut im Puget Sound Naval Shipyard. Im März 1947 lief er zu einem Besuch in Hawaii und Australien aus, nach einem Hafenbesuch in Sydney kehrte die Shang in die Staaten zurück, wo sie am 7. November außer Dienst gestellt und der Reserveflotte in der San Francisco Bay zugeteilt wurde.

### Reaktivierung und Umbau
Mit dem Ausbruch des Koreakriegs im Juni 1950 wurde dem Kommando der US-Marine klar, dass mehr Flugzeugträger benötigt wurden, die Wiederindienststellung der Shangri-La wurde umgehend vorbereitet und erfolgte am 10. Mai 1951. Sie wurde in der Folgezeit vor allem als Ausbildungsträger vor der US-Ostküste eingesetzt. Im Sommer 1951 wurde sie zum Angriffsträger (CVA) umklassifiziert. Im Herbst 1952 lief die Shang erneut in den Puget Sound ein, wo sie am 14. November außer Dienst gestellt wurde, diesmal, um grundlegend überholt zu werden. In den folgenden 26 Monaten wurde der Flugzeugträger vollständig modernisiert, er erhielt ein abgewinkeltes Flugdeck, neue stärkere Katapulte, die Aufzüge und die Fangseilanlage wurde erneuert. Die gesamten Kosten der Modernisierung betrugen 7 Millionen US-Dollar. Am 10. Januar 1955 wurde die Shangri-La wieder in Dienst gestellt.

### 1955–1971

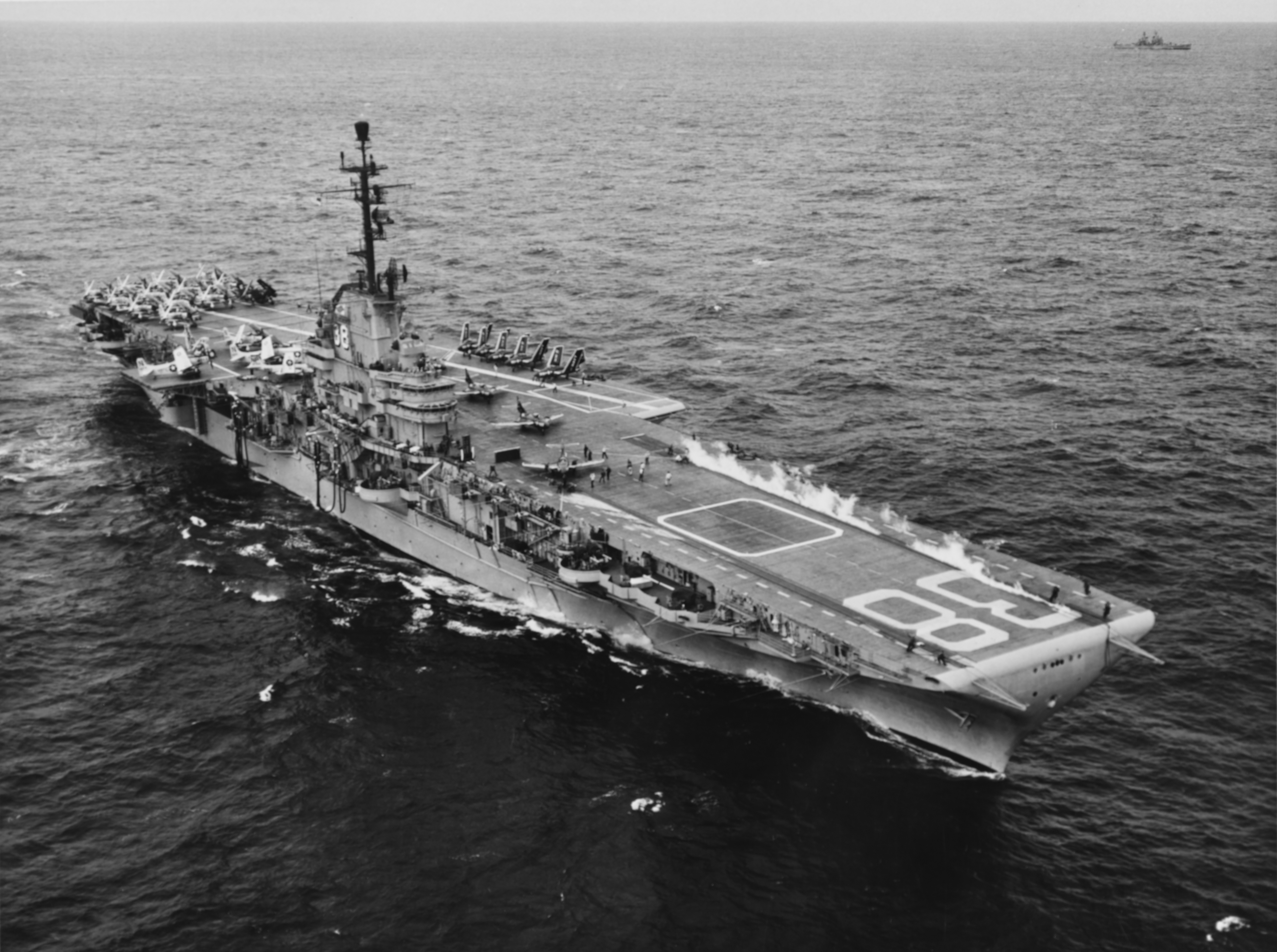
Shangri-La im Januar 1956

Den Rest des Jahres 1955 verbrachte die Shangri-La mit Übungen vor der US-Küste, am 5. Januar 1956 lief sie zum ersten Einsatz im Westpazifik aus. Am 13. Mai 1960 verließ sie San Diego und fuhr nach Mayport, Florida. Auf dem Weg zu ihrem neuen Heimathafen besuchte die Shangri-La Chile, Peru und Trinidad. Nach sechswöchigem Übungseinsatz in der Karibik folgte der erste Einsatz im Atlantik, eine NATO-Übung vor der englischen Küste. Nach der Rückkehr von der Übung wurde der Träger in die südliche Karibik beordert, wo es zu Unruhen in Guatemala und Nicaragua gekommen war. Am 25. November 1960 kehrte der Träger in seinen Heimathafen zurück, wo er für zwei Monate verblieb.
Am 2. Februar 1961 verließ die Shangri-La ihren Heimathafen in Richtung Mittelmeer zu ihrem ersten Einsatz mit der 6. US-Flotte. Am 1. Juni wurde sie zusammen mit ihren Schwesterschiffen Intrepid und Randolph vor die Küste der Dominikanischen Republik beordert, nachdem Präsident Rafael Trujillo ermordet worden war. Im Herbst ging der Träger in Brooklyn im New York Naval Shipyard zu einer Überholung ins Dock. Anfang 1962 kehrte er nach Mayport zurück, am 7. Februar folgte der nächste Einsatz im Mittelmeer. Dieser dauerte bis Mitte August, danach kehrte die Shangri-La nach Florida zurück, wo sie am 28. August eintraf. Einen Monat später wurde der Flugzeugträger erneut in New York eingedockt, bei der folgenden Modernisierung wurden vier 127-mm-Geschütze entfernt und das Schiff erhielt neue Radaranlagen. Nach Beendigung der Arbeiten kehrte es nach Mayport zurück und begann im März 1963 mit Übungsfahrten in der Karibik. Am 1. Oktober lief die Shangri-La zu einem weiteren, sieben Monate dauernden Einsatz mit der 6. Flotte im Mittelmeer aus. Die Einsätze im Mittelmeer und im Atlantik setzten sich, unterbrochen durch zwei weitere längere Werftaufenthalte im Winter 1964 und 1965 in Philadelphia, bis 1969 fort, am 30. Juni erfolgte die Umklassifizierung zum U-Jagd-Träger (CVS).

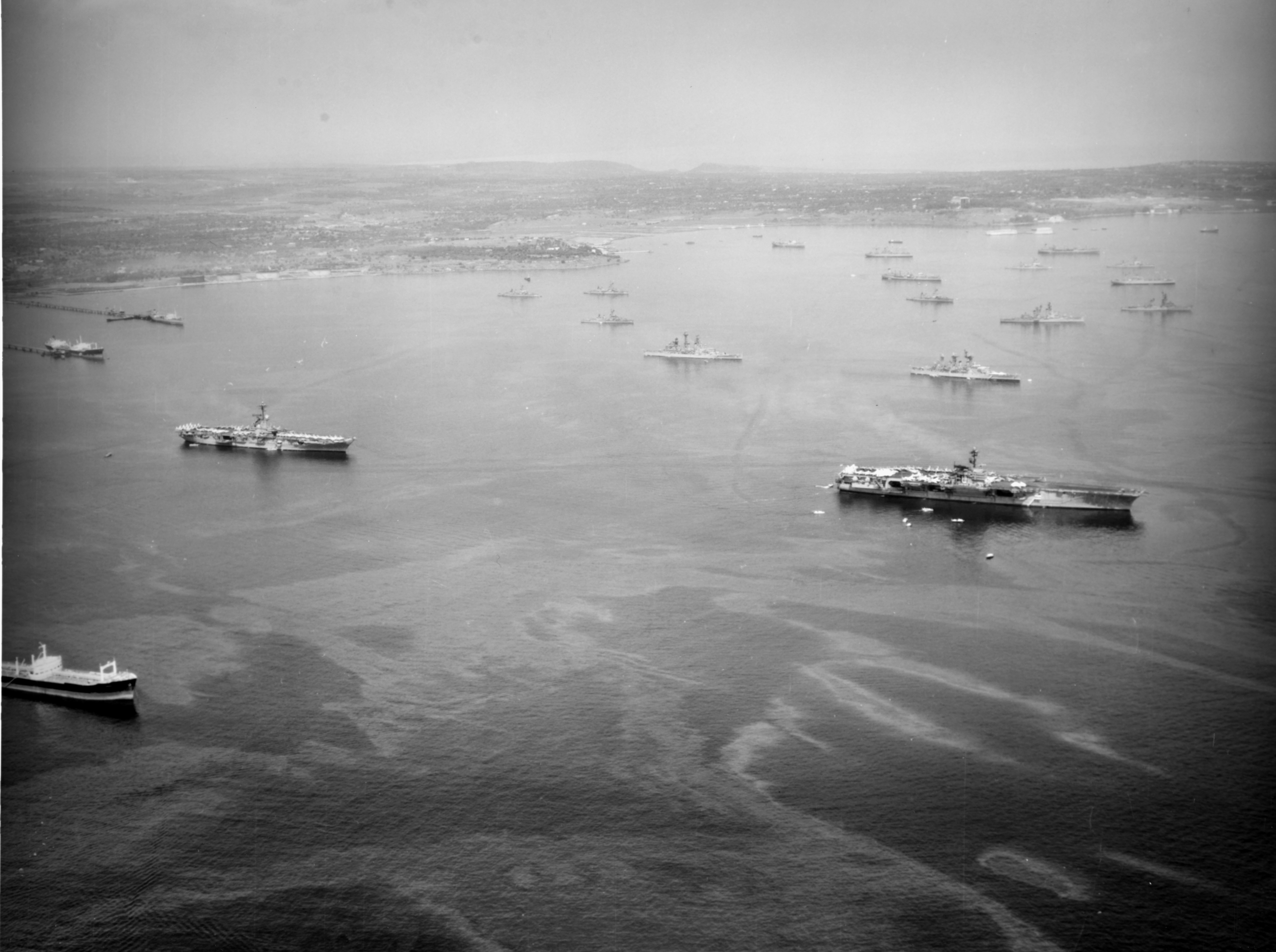
Die Shangri-La (links) und die Saratoga mit der 6. Flotte in der Augusta-Bucht vor Sizilien

Am 5. März 1970 brach die Shangri-La zu ihrem ersten Einsatz im Pazifik seit zehn Jahren auf. Sie besuchte Rio de Janeiro, umfuhr das Kap Hoorn und überquerte den Südpazifik in Richtung der Philippinen, wo sie am 4. April in der United States Naval Base Subic Bay eintraf. Die nächsten sieben Monate wurde der Flugzeugträger nun auf der Yankee Station vor der Küste Vietnams eingesetzt, von wo aus die Trägerflugzeuge Angriffe gegen nordvietnamesische Ziele flogen. In den Einsatzpausen besuchte die Shangri-La Manila und Hongkong, im Oktober ging sie für zwölf Tage in Yokosuka zur Überholung ins Dock. Der Einsatz im Pazifik war am 9. November beendet, als das Schiff Subic Bay verließ und über Sydney, Wellington und Rio de Janeiro nach Mayport zurückkehrte, wo es am 16. Dezember eintraf.

### Schicksal
Nach der Rückkehr aus dem Pazifik wurde an Bord mit den Vorbereitungen für die Deaktivierung der Shangri-La begonnen, nach einem weiteren Werftaufenthalt im Boston Naval Shipyard erfolgte die Außerdienststellung am 30. Juli 1971. Die Shangri-La wurde der Atlantic Reserve Fleet zugeteilt und in Philadelphia eingemottet. Sie blieb dort bis zu ihrer Streichung aus dem Schiffsregister am 15. Juli 1982 vertäut, nach der Streichung aus den Registern wurde der Träger am 9. August 1988 zur Verschrottung nach Taiwan verkauft.

## Weiterführende Informationen